# Şeref Has
Pour les articles homonymes, voir Has.
Şeref Has, né le 27 septembre 1936 à Istanbul en Turquie et mort le 13 juin 2019, est un footballeur international turc, qui évoluait au poste de milieu de terrain. 
Il compte 39 sélections et 1 but en équipe nationale entre 1956 et 1967.

## Biographie

### Carrière de joueur
Avec le club de Fenerbahçe, il remporte notamment quatre championnats de Turquie, une Coupe de Turquie et une Coupe des Balkans.
Il joue huit matchs en Coupe d'Europe des clubs champions, inscrivant trois buts dans cette compétition.
Il dispute un total de 323 matchs en première division turque, pour 80 buts marqués. Il réalise sa meilleure performance lors de la saison 1958-1959, où il inscrit 14 buts en championnat.

### Carrière internationale
Şeref Has compte 39 sélections et 1 but avec l'équipe de Turquie entre 1956 et 1967. 
Il est convoqué pour la première fois par le sélectionneur national Cihat Arman pour un match amical contre la Pologne le 16 novembre 1956 (1-1). Par la suite, le 18 décembre 1958, il inscrit son seul but en sélection, contre la Tchécoslovaquie, lors d'un match amical (victoire 1-0). Il reçoit sa dernière sélection le 28 novembre 1967 contre le Pakistan (victoire 7-4). 
Il joue trois matchs comptant pour les tours préliminaires du mondial 1962 et également cinq matchs comptant pour les tours préliminaires du mondial 1966. 
Entre 1962 et 1967, il porte à dix reprises le brassard de capitaine de la sélection nationale turque.

## Palmarès
- Avec le Fenerbahçe :
  - Champion de Turquie en 1959, 1961, 1964 et 1968
  - Vainqueur de la Coupe de Turquie en 1968
  - Vainqueur de la Supercoupe de Turquie en 1968
  - Vainqueur de la Coupe des Balkans en 1967